# David Rosenfelt
David Rosenfelt, né à Paterson, au New Jersey, est un écrivain et un scénariste américain, auteur de roman policier.

## Biographie
David Rosenfelt fait des études à l'université de New York, puis travaille pour United Artists avant de devenir président du marketing de Tri-Star Pictures. 
En 2002, il publie son premier roman, Open and Shut pour lequel il est nommé en 2003 pour le prix Edgar-Allan-Poe, le prix Nero et le prix Shamus. Ce roman est le premier d'une série mettant en scène Andy Carpenter, avocat irrévérencieux à Paterson dans le New Jersey. Avec le douzième roman, Hounded, il est lauréat en 2015 du prix Shamus du meilleur roman.
En 2016, avec Blackout, il crée une nouvelle série consacrée à Doug Brock, un officier de police de l'État du New Jersey.

## Œuvre

### Romans

#### SérieAndy Carpenter
- Open and Shut (2002) Publié en français sous le titre Une affaire trop vite classée, Paris, Éditions Albin Michel, coll. « Spécial suspense » (2007)  (ISBN 978-2-226-18209-8)
- First Degree (2003)
- Bury the Lead (2004)
- Sudden Death (2005)
- Dead Center (2006)
- Play Dead (2007)
- New Tricks (2009)
- Dog Tags (2010)
- One Dog Night (2011)
- Leader of the Pack (2012)
- Unleashed (2013)
- Hounded (2014)
- Who Let the Dog Out? (2015)
- Outfoxed (2016)
- The Twelve Dogs of Christmas (2016)
- Collared (2017)
- Rescued (2018)
- Deck the Hounds (2018)
- Bark of Night (2019)
- Dachshund Through the Snow (2019)
- Muzzled (2020)
- Silent Bite (2020)
- Dog Eat Dog (2021)
- Best in Snow (2021)
- Holy Chow (2022)
- Flop Dead Gorgeous (2023)
- Dog Day Afternoon (2024)

#### SérieDoug Brock
- Blackout (2016)
- Fade to Black (2018)
- Black and Blue (2019)

#### SérieLaurie Carpenter
- The K Team (2020)
- Animal Instinct (2021)
- Citizen K-9 (2022)
- Good Dog, Bad Cop (2023)

#### Autres romans
- Don’t Tell a Soul (2008) Publié en français sous le titre Toi seul, Paris, Le Cherche-Midi, coll. « Thrillers » (2011)  (ISBN 978-2-7491-1280-0) ; réédition, Paris, Pocket no 14585 (2014)  (ISBN 978-2-266-21107-9)
- Down to the Wire (2010)
- On Borrowed Time (2011)
- Heart of a Killer (2012)
- Airtight (2013)
- Without Warning (2014)

### Autres ouvrages
- Dogtripping: 25 Rescues, 11 Volunteers, and 3 RVs on Our Canine Cross-Country Adventure (2013}
- Lessons from Tara: Life Advice from the World’s Most Brilliant Dog (2015)

## Prix et distinctions

### Prix
- Prix Shamus 2015 du meilleur roman pour Hounded[1]

### Nominations
- Prix Edgar-Allan-Poe 2003 du meilleur premier roman pour Open and Shut[2]
- Prix Nero 2003 pour Open and Shut[3]
- Prix Shamus 2003 du meilleur premier roman pour Open and Shut[1]
- Prix Barry 2006 du meilleur roman pour Sudden Death[4]